# Calamite (Mecna)
Calamite è un singolo del rapper italiano Mecna, pubblicato il 2 luglio 2021 come primo estratto dall'edizione deluxe del quinto album in studio Mentre nessuno guarda.

## Video musicale
Il video, diretto da Priscilla Santinelli e girato in un minimarket di Zeccone, è stato pubblicato il 29 giugno 2021 attraverso il canale YouTube dell'artista.

## Tracce
Testi di Corrado Grilli e Lvnar, musiche di Lvnar.
1. Calamite – 3:34

## Riconoscimenti
- 2022 – Videoclip Italia Awards[4]
  - Candidatura al miglio videoclip rap/trap